# Harpactea longobarda
Harpactea longobarda är en spindelart som beskrevs av Carlo Pesarini 200. Harpactea longobarda ingår i släktet Harpactea och familjen ringögonspindlar.
Artens utbredningsområde är Italien. Inga underarter finns listade i Catalogue of Life.